# Calyptomena hosii
Calyptomena hosii là danh pháp khoa học của loài chim thuộc họ Calyptomenidae. Loài này được nhà tự nhiên học người Anh Richard Bowdler Sharpe mô tả vào năm 1892 và được đặt tên theo nhà động vật học người Anh Charles Hose, người đã thu thập mẫu định danh của loài này. Chim dài 19–21 cm (7,5–8,3 in), với con cái nặng trung bình 92 g (3,2 oz) và con đực nặng 102–115 g (3,6–4,1 oz). Con đực có màu xanh sáng và có những đốm đen nổi bật trên cánh, mảng đen trên đầu, phần dưới màu xanh lam, lông bay màu đen và một búi lông lớn màu xanh lá cây bao phủ phần lớn mỏ. Con cái có búi lông nhỏ hơn, phần dưới màu lục chanh, lông phủ dưới đuôi màu xanh da trời thay vì xanh lam và không có mảng đen trên đầu, ngoại trừ một đốm đen trước mắt.
Calyptomena hosii là loài đặc hữu của các vùng núi ở phía bắc, trung và đông nam Borneo, nơi chúng chủ yếu xuất hiện trong các khu rừng ở độ cao 600–1.220 m (1.970–4.000 ft). Đây là một loài ăn tạp, chủ yếu ăn trái cây như quả sung và quả mọng, đồng thời ăn thêm côn trùng và chồi lá. Chim chủ yếu được nhìn thấy một mình hoặc theo cặp, nhưng có thể tạo thành đàn lên tới 6–8 cá thể gần những cây ăn quả. Mùa sinh sản kéo dài từ tháng 4 đến tháng 10, khi chim đẻ 2–4 quả trứng mỗi lứa trong những chiếc tổ treo mỏng manh. Calyptomena hosii được Liên minh Bảo tồn Thiên nhiên Quốc tế phân loại là loài sắp bị đe dọa do quần thể suy giảm khá nhanh vì phá hủy sinh cảnh.

## Phân loại và hệ thống
Calyptomena hosii được nhà điểu học người Anh Richard Bowdler Sharpe định danh vào năm 1892, dựa trên các mẫu vật được thu thập từ núi Dulit, Borneo. Tên của chi, Calyptomena, bắt nguồn từ các từ Hy Lạp cổ đại kaluptos (bao phủ) và mēnē (mặt trăng). Tên loài hosii được đặt tên vinh danh nhà động vật học người Anh Charles Hose, người đã thu thập mẫu định danh của loài này. "Hose's broadbill" là tên thông thường chính thức bằng tiếng Anh do Hiệp hội Điểu học Quốc tế (IOU) chỉ định. Các tên thông thường khác của loài này là "blue-bellied broadbill", "Hose's green broadbill", "magnificent broadbill" và "magnificent green broadbill".
Calyptomena hosii là một loài thuộc chi Calyptomena, gồm ba loài mỏ rộng màu xanh sáng được tìm thấy ở Đông Nam Á. Calyptomena là một trong hai chi thuộc họ Calyptomenidae, với chi còn lại là Smithornis, gồm ba loài có màu khá xỉn được tìm thấy ở châu Phi. Mặc dù các mối quan hệ cấp độ loài trong họ thì không rõ ràng, cả hai chi đều là các đơn vị phân loại đơn ngành và là nhóm chị em của nhau.

## Miêu tả
Calyptomena hosii dài 19–21 cm (7,5–8,3 in), với con cái nặng trung bình 92 g (3,2 oz) và con đực nặng 102–115 g (3,6–4,1 oz). Con đực có phần trên màu lục sáng lấp lánh, một chùm lông lớn trên trán che gần hết mỏ và viền mắt mỏng màu xanh lục nhạt. Có một đốm đen trước mắt và các mảng đen sau lông phủ tai, sau gáy và khắp lưng trên. Phần lông phủ cánh có các đốm đen hình tròn nổi bật và lông bay có màu đen với các viền màu xanh lá cây. Ngực màu xanh chàm, bụng và lông phủ dưới đuôi có màu xanh da trời.
Con cái khác với con đực ở chỗ búi lông nhỏ hơn, phần trên nhạt màu hơn với một chút màu ôliu và phần dưới màu xanh lục chanh với màu xanh nhạt thay vì xanh da trời. Chúng cũng có viền mắt màu lục chanh và không có mảng đen trên đầu ngoại trừ đốm trước mắt. Mống mắt hơi đen, mỏ có màu nâu sẫm đến đen và chân có màu xanh ôliu đậm. Con non gần như giống con cái, nhưng con đực chưa trưởng thành có lông sẫm màu sau gáy. Những con đực chưa trưởng thành tương tự như những con đực trưởng thành, nhưng không có hầu hết các mảng trên đầu và ít màu xanh hơn ở phần dưới.

Loài này có thể được phân biệt với hai loài khác thuộc chi Calyptomena, cũng xuất hiện ở Borneo, bằng phần dưới màu xanh của chim. Calyptomena hosii có thể được phân biệt với mỏ rộng xồm bởi kích thước lớn hơn và các đốm trên cánh, thay vì các viền như ở mỏ rộng xồm. Calyptomena whiteheadi thì lớn hơn và có một mảng màu đen trên ngực.
Tiếng kêu duy nhất được ghi nhận của loài này là tiếng coo-wooo trầm, nhẹ, dễ chịu như tiếng bồ câu, với nốt thứ hai được kéo dài ra. Chúng kêu trong khi thực hiện các chuyển động lắc đầu.

## Phân bố và môi trường sống
Calyptomena hosii là loài đặc hữu của đảo Borneo. Chúng sống ở phần phía bắc và trung tâm của hòn đảo, nơi chim được tìm thấy không liên tục từ núi Kinabalu đến dãy núi Müller, Kayan Mentarang, dãy Dulit, dãy núi Sambaliung và bán đảo Sangkulirang. Chúng cũng được tìm thấy ở đông nam Borneo. Loài này có thể di trú cục bộ tùy thuộc vào mùa ra quả của cây mà chúng ăn.
Calyptomena hosii chủ yếu được tìm thấy trên các sườn đồi. Chúng sống ở các rừng dầu, rừng trên núi thấp, rừng đất thấp trên đồi và rừng có đỉnh núi đá vôi (cột đá). Chim chủ yếu được tìm thấy ở độ cao 600–1.220 m (1.970–4.000 ft), nhưng có thể được nhìn thấy ở độ cao thấp tới 300 m (980 ft) và cao tới khoảng 1.680 m (5.510 ft).

## Hành vi và sinh thái học
Thời gian thế hệ (tuổi trung bình của cá thể bố mẹ trong quần thể hiện tại) của loài này là 4,2 năm.
Calyptomena hosii là loài ăn tạp, nhưng chim chủ yếu ăn trái cây, chẳng hạn như quả sung và quả mọng. Chúng đã được ghi nhận là ăn những quả mọng mềm, màu vàng xám và những quả sung nhỏ, màu cam, được bao phủ bởi những sợi lông ngắn và có gai. Chúng cũng ăn côn trùng và chồi lá. Chim thường kiếm ăn ở tầng thấp hơn của rừng. Các cá thể chủ yếu được nhìn thấy đơn lẻ hoặc theo cặp, nhưng cũng có những đàn nhỏ gồm 6–8 cá thể được tìm thấy trên cây ăn quả.
Mùa sinh sản của Calyptomena hosii kéo dài từ tháng 4 đến tháng 10. Loài này xây một cái tổ treo mỏng manh bằng lá khô, mây và tre, với lớp phủ bên ngoài bằng rêu xanh và địa y và một cái "đuôi" dài làm bằng lá mây. Một cái tổ có kích thước khoảng 25 cm × 15 cm (9,8 in × 5,9 in) và được treo trên một cành cây thấp, võng cao 1,5 m (4,9 ft). Mỗi lứa khoảng 2–4 trứng. Chưa rõ thông tin trong khoảng thời gian ấp trứng và trưởng thành.

## Tình trạng
Do quần thể suy giảm khá nhanh vì sự phá hủy sinh cảnh ở độ cao thấp hơn trong phạm vi của chúng, Calyptomena hosii được Liên minh Bảo tồn Thiên nhiên Quốc tế phân loại là sắp bị đe dọa. Loài này phổ biến ở mức địa phương và xuất hiện ở một số khu vực bảo tồn như Vườn quốc gia Gunung Mulu, nhưng trở nên hiếm hơn khi nạn phá rừng xảy ra. Khai thác gỗ đất thấp đã được mở rộng trong phạm vi của loài, nhưng do loài thích sống ở môi trường trên núi nên điều này có thể bảo vệ chúng trong ngắn hạn. Các cuộc điều tra để hiểu mức độ suy giảm quần thể, nghiên cứu để tìm ra ưu tiên về môi trường sống của loài và bảo vệ các khu vực có môi trường sống phù hợp là cần thiết để bảo tồn loài mỏ rộng này.